# モーリッツ・フォン・ヤコビ
モーリッツ・ハーマン(Moritz Hermann)またはボリス・セミョーノヴィチ・（フォン・）ヤコビ(Boris Semyonovich (von) Jacobi, ロシア語: Борис Семёнович Якоби)（1801年9月21日 - 1874年3月10日）は、プロイセン、ロシアの技術者、物理学者。ユダヤ系である。主にロシア帝国で活動した。電型(電鋳とも、英語ではen:electrotypingやgalvanoplasticsなどという)、電動機、有線電信の発展に貢献した。

## モーター
アシュケナジムの家に生まれ、1834年に磁気モーターの研究を始めた。1835年にドルパット（現在のエストニアのタルトゥ）に移り、ドルパット大学で教鞭をとった。1837年にペテルブルクに移り、ロシア科学アカデミーで機械を動かすための電磁力の用途を研究した。彼はモーターと発電機の電磁石の力を調べた。電池から電気モーターへの電力の伝達を研究している間に、最大電力定理(en:maximum power theorem)を演繹した。ヤコビは電池により消費される亜鉛の量を決定することでモーターの出力を試験した。ニコライ1世の資金援助により、1839年に電池を動力源とする28フィートの電気モーターボートを造った。ボートはネヴァ川を逆行し14人の乗客を運んだ。ボートは時速3マイルで走ることができた。

## ヤコビの法則
電力はソースから

 電圧 V 及び抵抗 RSで

 抵抗 RLの負荷へ伝達され、

 電流 I が発生し、I は単に  
最大電力定理として知られる法則は
「最大電力はソースの内部抵抗が負荷の抵抗と等しいとき、外部抵抗が変更でき、内部抵抗が一定であるときに伝達される」
ことを述べている。内部抵抗が一定のソースからの負荷への最大電力の伝達で、負荷の抵抗はソースの抵抗と同じである必要があります。この法則は電池から電気モーターなどの負荷を駆動するときに役立つ。

## 電型・電信
1838年、電気めっきにより印刷版を作成する方法である電型を発見した。これが動作する方法は逆に動作する電池に似ている。ステレオタイプは鉛の活字の型に由来する表現であり、元の活字の代わりとして印刷に使用された。この技術はレリーフ印刷で使用される。
電信の開発にも取り組んだ。1842年から1845年に地下ケーブルを使用してサンクトペテルブルクとツァールスコエ・セローの間に電信線を建設した。1867年、パリの万国博覧会の測定単位に関する委員会のロシア代表であった。メートル法の強力な支持者であった。

## 機雷
1853年、ヤコビ機雷を開発した。この機雷は錨で海底に結び付けられ、ケーブルは海岸から電力を供給するガルバニ電池に接続されていた。その爆薬の威力は黒色火薬14キログラム (31 lb)に相当する。ロシア帝国軍事省の機雷委員会により製造が承認され、1854年に60個のヤコビ機雷がパベル要塞とアレクサンダー要塞（クロンシュタット）の近くに敷設された。

## 家族
ユダヤ人の家系である。弟に数学者のカール・グスタフ・ヤコブ・ヤコビがいる。

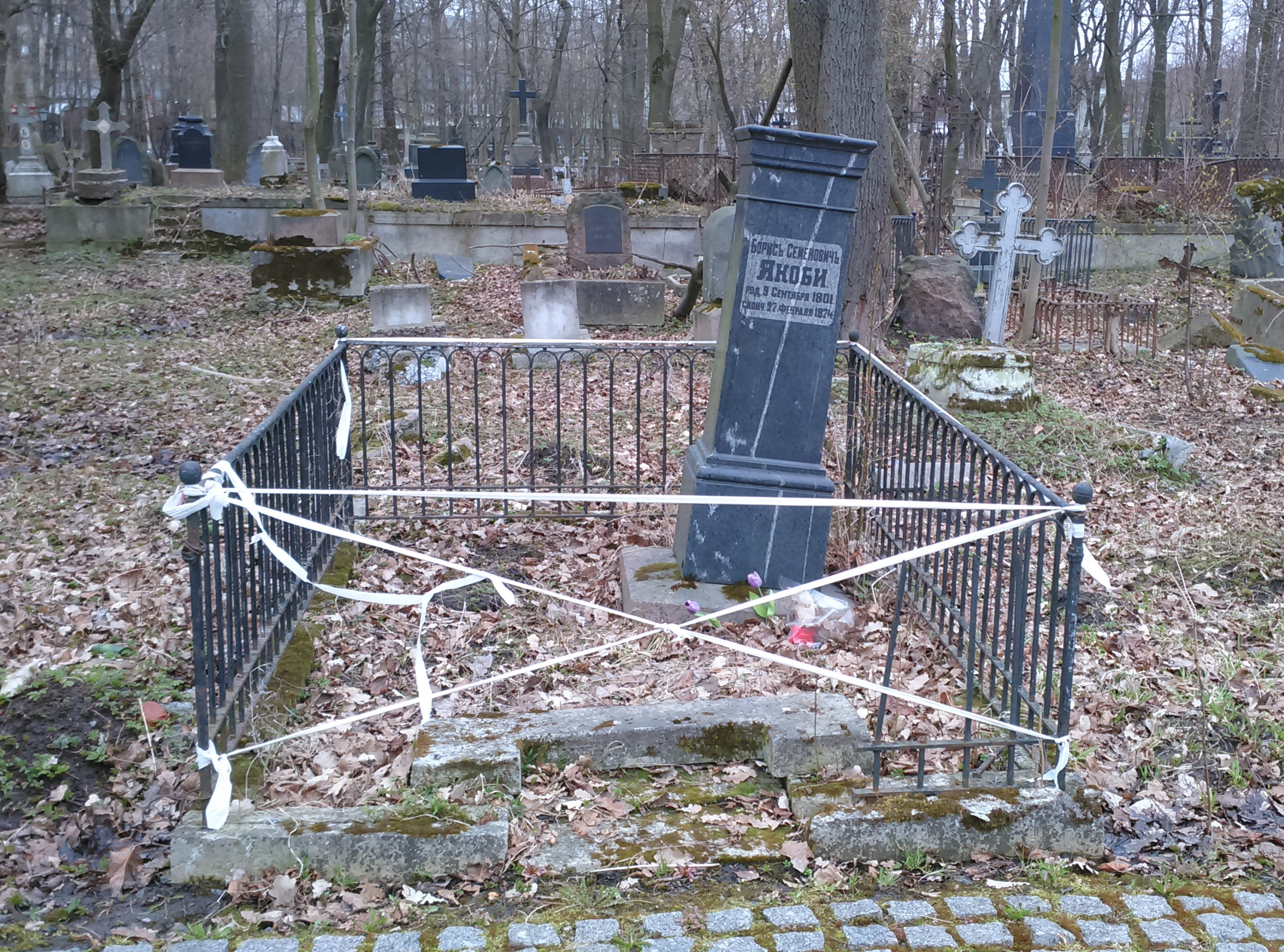
ヤコビの墓